# هاري برايت
هاري برايت (بالإنجليزية: Harry Bright)‏ هو لاعب كرة قاعدة أمريكي، ولد في 22 سبتمبر 1929 في كانساس سيتي في الولايات المتحدة، وتوفي في 13 مارس 2000 في ساكرامنتو في الولايات المتحدة.

## وصلات خارجية
- هاري برايت على موقعبيزبول رفرنس.كوم (الدوري الرئيسي) (الإنجليزية)
- هاري برايت على موقعبيزبول رفرنس.كوم (الدوري الثانوي) (الإنجليزية)